# Zsisku János
Zsisku János, Zsiskú János (Tasnádszántó, 1936. június 29. – Belényes, 2009. december) erdélyi magyar református lelkész, egyházi író, költő, elbeszélő.

## Életútja
Középiskoláit Nagyváradon végezte; a kolozsvári protestáns teológián szerzett lelkészi diplomát (1957). Előbb segédlelkész Szilágynagyfaluban, majd lelkész Szilágyzoványban (1958–1965), azt követően nyugdíjazásáig (2001) Belényesen. 1990-től az RMDSZ Bihar megyei választmányának alelnöke volt.

## Munkássága
Először prózai írásokkal jelentkezett az Igaz Szóban és az Utunkban; verseivel megnyerte a nagyváradi Népi Alkotások Háza pályázatát. A Református Szemle 1979–88 között több bibliai elmélkedését közölte.

## Verskötete
- Halálos hűség; szerzői, Oradea, 1995
- "Körösvölgyi kaláris". Fekete Körös menti memento; szerk. Zsisku János; Pompéji Katona, Belényes, 1996
- Szórvány breviárium; s.n., s.l., 2000
- Magam apránként köztetek kiosztom; Zsiskú János, Miskolc, 2006

## Emlékezete
2010-ben a Bihar megyei RMDSZ Zsisku János-szórványdíjat alapított a Bihar megyei szórványban (a Sebes-Körös völgyében, a Belényesi-medencében és a Fekete-Körös völgyében) tevékenykedő személyek vagy egyesületek kitüntetésére.